# Aÿ-Champagne
Aÿ-Champagne est, depuis le 1er janvier 2016, une commune nouvelle française située dans le département de la Marne, en région Grand Est.
Elle est issue du regroupement des trois communes d'Aÿ, Bisseuil et Mareuil-sur-Aÿ.
Aÿ-Champagne est l’une des quatre communes françaises comportant un y tréma dans leur nom (avec Faÿ-lès-Nemours, Moÿ-de-l'Aisne et L'Haÿ-les-Roses).

## Géographie

### Description

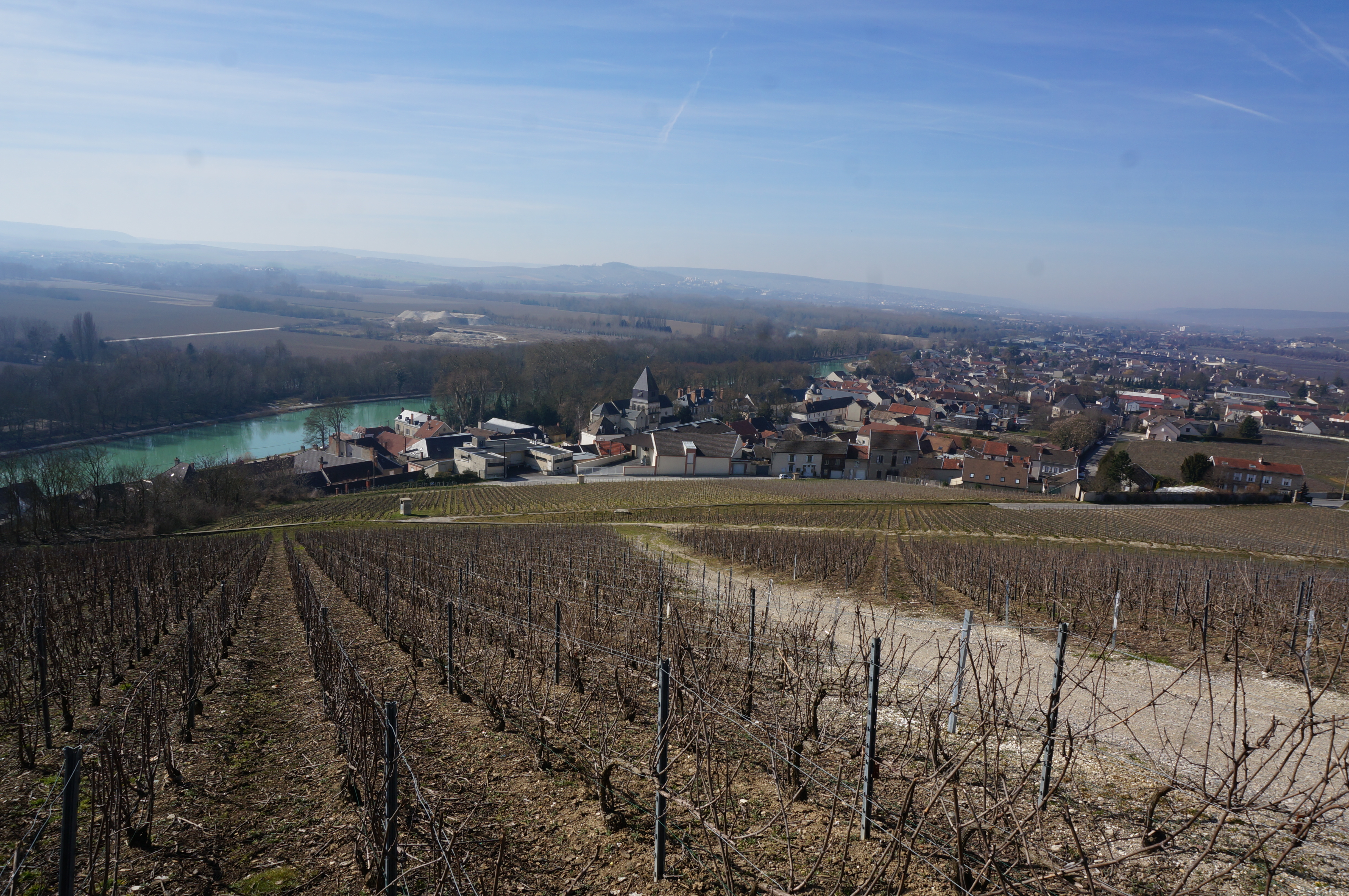
Paysage d'hiver à Mareuil-sur-Aÿ.

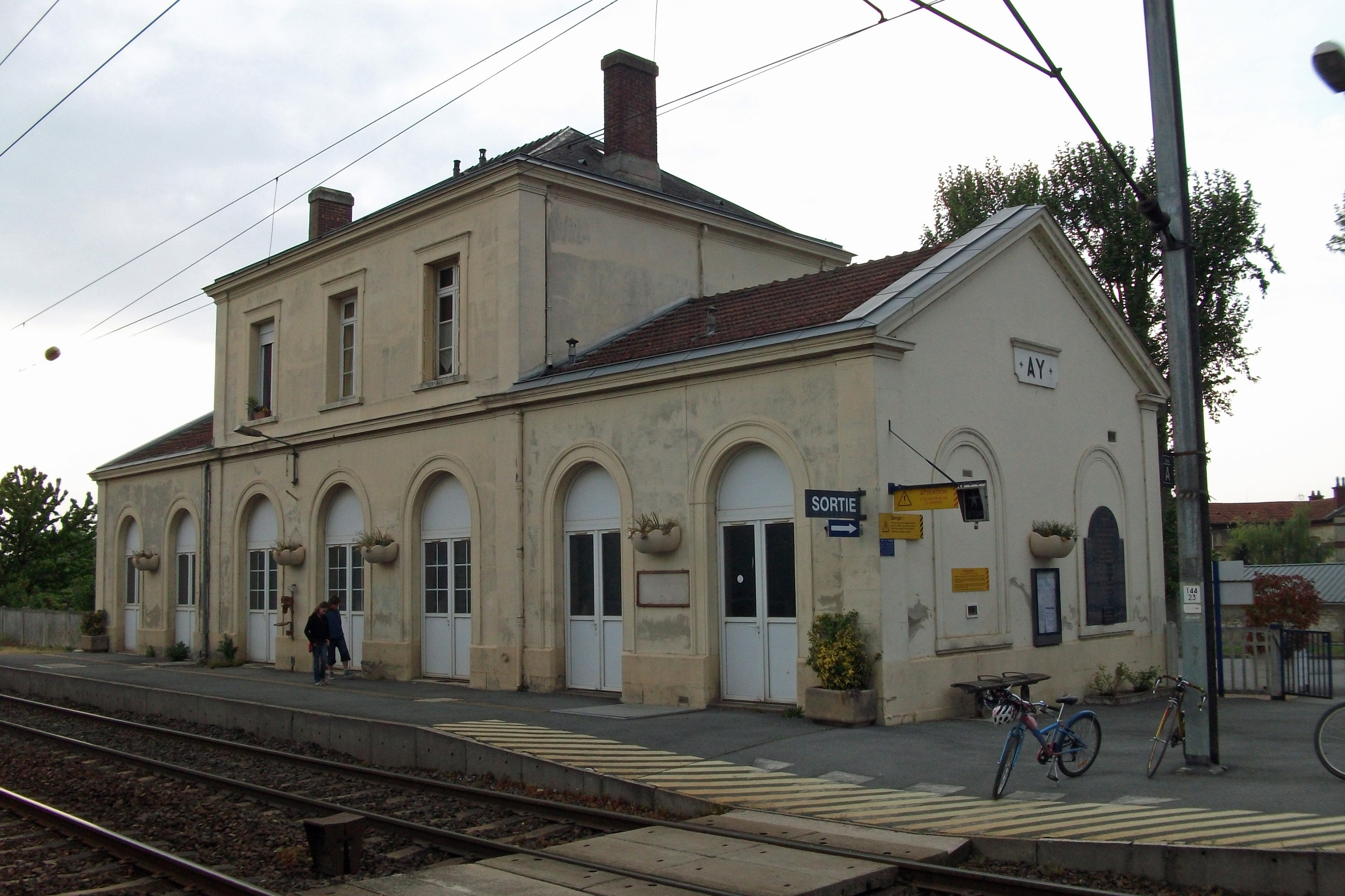
La gare.

Aÿ-Champagne se trouve dans le centre-ouest du département de la Marne, dans l'ouest de la région Grand Est. Elle est située dans la vallée de la Marne, au sud de la montagne de Reims.
Selon l'Insee, Aÿ-Champagne est au centre d'un bassin de vie qui comprend Ambonnay, Avenay-Val-d'Or, Bouzy, Condé-sur-Marne, Fontaine-sur-Ay, Germaine, Isse, Mutigny, Oiry, Val de Livre et Tours-sur-Marne.
À vol d'oiseau, la commune est distante de moins de 5 km d'Épernay, 22 km de Reims et 28 km de Châlons-en-Champagne, la préfecture du département. Paris se trouve à environ 125 km à l'ouest de la commune tandis que la capitale régionale Strasbourg est située à près de 280 km à l'est d'Aÿ-Champagne.
Elle dispose de la Gare d'Ay située sur la ligne d'Épernay à Reims et desservie par les trains TER Grand Est qui effectuent des missions entre les gares d'Épernay et de Reims. Sur le plan routier, la commune est structurée d'est en ouest par la RD1 qui suit le tracé du canal latéral à la Marne.
La commune nouvelle d'Aÿ-Champagne s'étend sur 31,9 km2.

### Communes limitrophes
Elle est limitrophe des communes de Saint-Imoges, Mutigny, Avenay-Val-d'Or, Fontaine-sur-Ay et Val de Livre au nord, Tours-sur-Marne à l'est, Épernay, Chouilly, Oiry et Plivot au sud ainsi que Magenta, Dizy et Champillon à l'ouest.
| Saint-Imoges, Champillon           | Mutigny, Avenay-Val-d'Or | Fontaine-sur-Ay, Val de Livre |
| Dizy, Magenta (par un quadripoint) | Aÿ-Champagne             | Tours-sur-Marne               |
| Épernay                            | Chouilly, Oiry           | Plivot                        |

### Hydrographie
La commune est dans la région hydrographique « la Seine de sa source au confluent de l'Oise (exclu) » au sein du bassin Seine-Normandie. Elle est drainée par la Marne, le canal latéral à la Marne, la Livre, le Cubray et divers autres petits cours d'eau,.
La Marne  prend sa source sur le plateau de Langres, dans la commune de Saints-Geosmes (Haute-Marne) et se jette dans la Seine entre Charenton-le-Pont et Alfortville (Val-de-Marne) dans le quartier de Conflans-l'Archevêque.
Le canal latéral à la Marne est un canal, chenal navigable de 67 km reliant Vitry-le-françois à Mardeuil où il se jette dans la Marne.
La Livre, d'une longueur de 15 km, prend sa source dans la commune de Ludes et se jette  dans la Marne sur la commune, après avoir traversé six communes.

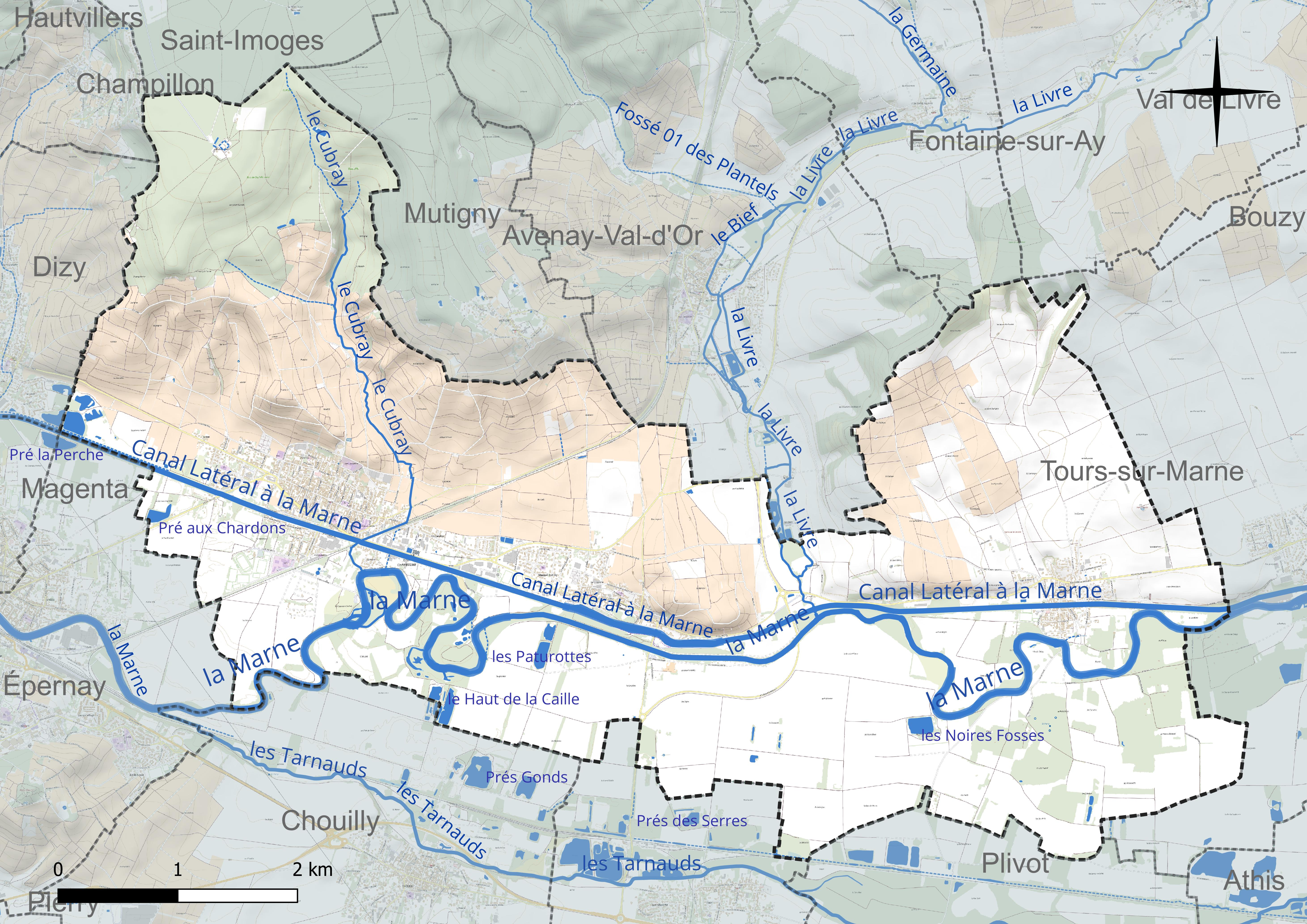
Réseau hydrographique d'Aÿ-Champagne.

Quatre plans d'eau complètent le réseau hydrographique : le Haut de la Caille (2 ha), les Noires Fosses (2,6 ha), les Paturottes (1,9 ha) et Pré aux Chardons, d'une superficie totale de 1,6 ha (1,6 ha sur la commune),.

### Climat
Pour des articles plus généraux, voir Climat du Grand Est et Climat de la Marne.
En 2010, le climat de la commune est de type climat océanique dégradé des plaines du Centre et du Nord, selon une étude du Centre national de la recherche scientifique s'appuyant sur une série de données couvrant la période 1971-2000. En 2020, Météo-France publie une typologie des climats de la France métropolitaine dans laquelle la commune est exposée à un climat océanique altéré et est dans la région climatique Nord-est du bassin Parisien, caractérisée par un ensoleillement médiocre, une pluviométrie moyenne régulièrement répartie au cours de l’année et un hiver froid (3 °C).
Pour la période 1971-2000, la température annuelle moyenne est de 10,5 °C, avec une amplitude thermique annuelle de 15,7 °C. Le cumul annuel moyen de précipitations est de 703 mm, avec 12,4 jours de précipitations en janvier et 8,2 jours en juillet. Pour la période 1991-2020, la température moyenne annuelle observée sur la station météorologique de Météo-France la plus proche, « Chouilly », sur la commune de Chouilly à 3 km à vol d'oiseau, est de 11,4 °C et le cumul annuel moyen de précipitations est de 668,9 mm. 
La température maximale relevée sur cette station est de 40,3 °C, atteinte le 25 juillet 2019 ; la température minimale est de −12,3 °C, atteinte le 5 février 2012,,.
| Mois                                  | jan.           | fév.           | mars           | avril         | mai           | juin          | jui.          | août          | sep.          | oct.          | nov.          | déc.           | année      |
| ------------------------------------- | -------------- | -------------- | -------------- | ------------- | ------------- | ------------- | ------------- | ------------- | ------------- | ------------- | ------------- | -------------- | ---------- |
| Température minimale moyenne (°C)     | 1              | 1,1            | 3,2            | 6,3           | 9,3           | 12,7          | 14,5          | 13,8          | 11,2          | 8,4           | 4,4           | 1,6            | 7,3        |
| Température moyenne (°C)              | 3,4            | 4,1            | 7,2            | 11,3          | 14,2          | 17,8          | 20            | 19,2          | 16,2          | 12,2          | 7,2           | 4              | 11,4       |
| Température maximale moyenne (°C)     | 5,9            | 7,1            | 11,2           | 16,3          | 19,2          | 22,9          | 25,5          | 24,6          | 21,2          | 16,1          | 9,9           | 6,4            | 15,5       |
| Record de froid (°C) date du record   | −11,1 07.01.09 | −12,3 05.02.12 | −10,3 01.03.05 | −3 07.04.21   | 0,8 24.05.13  | 4,9 02.06.06  | 7,9 31.07.11  | 6,6 26.08.18  | 3,9 20.09.12  | −3,2 23.10.10 | −4,7 30.11.16 | −10,9 20.12.09 | −12,3 2012 |
| Record de chaleur (°C) date du record | 14,6 01.01.23  | 21,1 27.02.19  | 24,7 31.03.21  | 27,6 25.04.07 | 31,6 28.05.17 | 36,1 28.06.11 | 40,3 25.07.19 | 37,5 09.08.20 | 33,5 15.09.20 | 27 02.10.23   | 21,7 07.11.15 | 17 17.12.15    | 40,3 2019  |
| Précipitations (mm)                   | 57,9           | 57,2           | 49,5           | 37,4          | 62,7          | 59,8          | 55,9          | 55,8          | 41,1          | 55,4          | 54,7          | 81,5           | 668,9      |

| Diagramme climatique                                  |            |             |             |             |              |              |              |              |             |            |            |
| J                                                     | F          | M           | A           | M           | J            | J            | A            | S            | O           | N          | D          |
| 5,9157,9                                              | 7,11,157,2 | 11,23,249,5 | 16,36,337,4 | 19,29,362,7 | 22,912,759,8 | 25,514,555,9 | 24,613,855,8 | 21,211,241,1 | 16,18,455,4 | 9,94,454,7 | 6,41,681,5 |
| Moyennes : • Temp. maxi et mini °C • Précipitation mm |            |             |             |             |              |              |              |              |             |            |            |

Les paramètres climatiques de la commune ont été estimés pour le milieu du siècle (2041-2070) selon différents scénarios d'émission de gaz à effet de serre à partir des nouvelles projections climatiques de référence DRIAS-2020. Ils sont consultables sur un site dédié publié par Météo-France en novembre 2022.

## Urbanisme

### Typologie
Au 1er janvier 2024, Aÿ-Champagne est catégorisée bourg rural, selon la nouvelle grille communale de densité à sept niveaux définie par l'Insee en 2022.
Elle appartient à l'unité urbaine d'Aÿ-Champagne, une unité urbaine monocommunale constituant une ville isolée,. Par ailleurs la commune fait partie de l'aire d'attraction d'Épernay, dont elle est une commune de la couronne,. Cette aire, qui regroupe 44 communes, est catégorisée dans les aires de 50 000 à moins de 200 000 habitants,.

### Occupation des sols

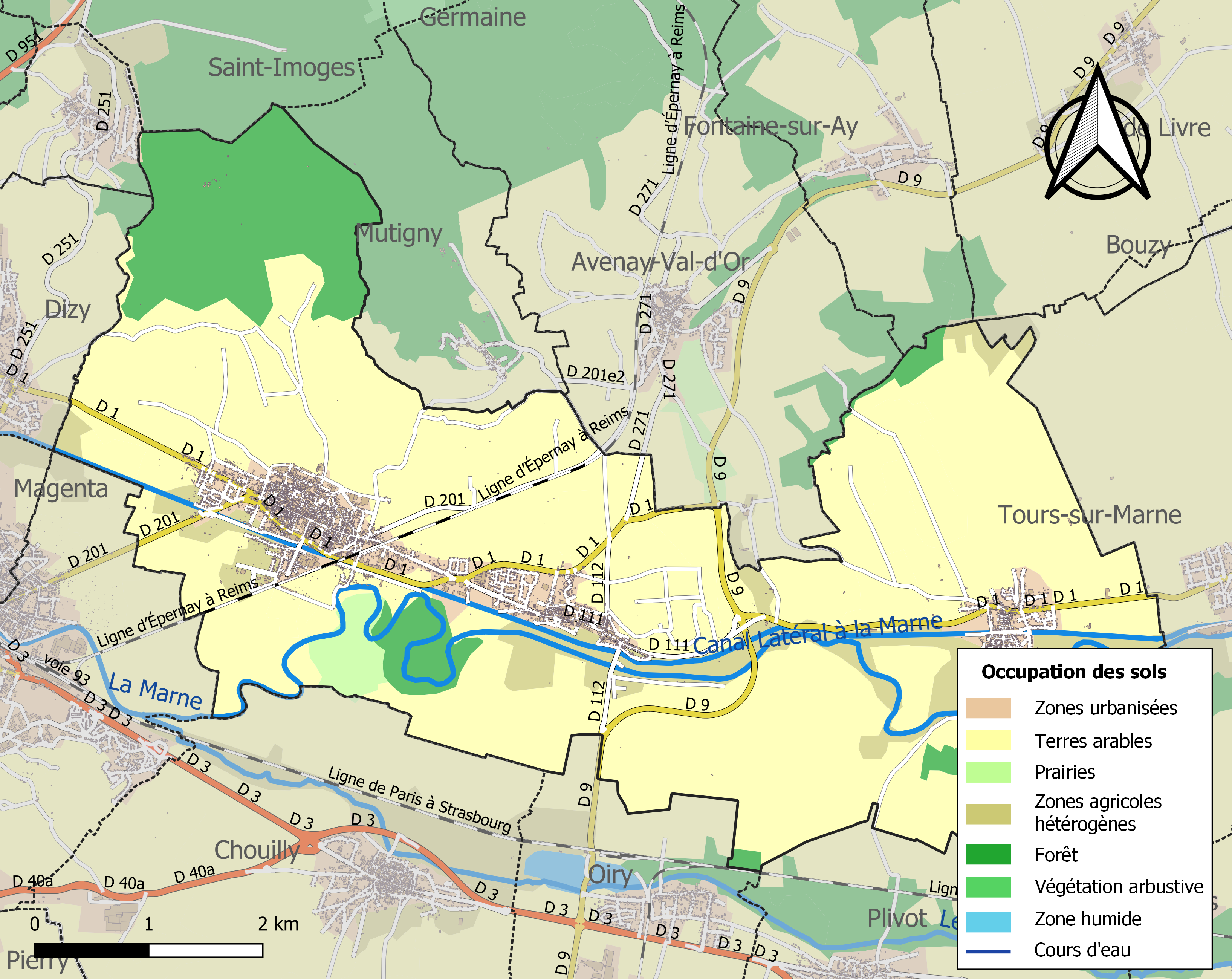
Carte des infrastructures et de l'occupation des sols de la commune en 2018 (CLC).

### Logement

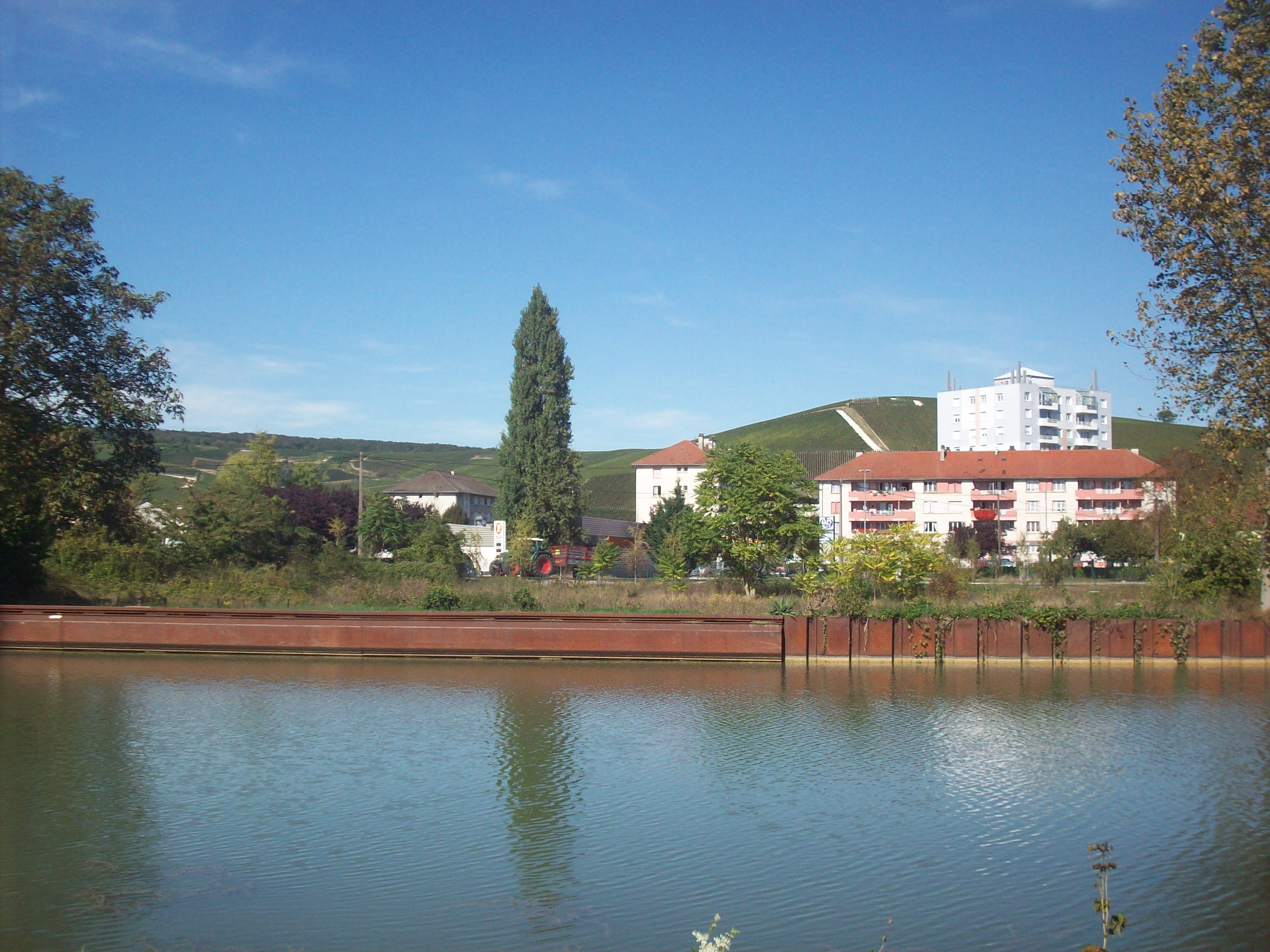
Des immeubles dans le quartier de La Noue à Ay.

En 2017, l'Insee recense 2 930 logements à Aÿ-Champagne. Ces logements sont à 67,9 % des maisons et à 31,3 % des appartements. La plupart des appartements se trouvent sur l'ancienne commune d'Ay, qui en 2007 comptait 1 921 logements dont 42 % d'appartements.
Parmi les logements recensés dans la commune, 90,3 % sont des résidences principales, 1,8 % des résidences secondaires et 8 % des logements vacants. 28,1 % des résidences principales d'Aÿ-Champagne comptent 3 pièces ou moins, 26,1 % comptent 4 pièces et 45,8 % comptent 5 pièces ou plus. Plus de trois ménages sur cinq sont propriétaires de leur logement (62,7 %), un chiffre situé entre la moyenne départementale (51,2 %) et la moyenne intercommunale (71 %).
Le tableau ci-dessous présente une comparaison de quelques indicateurs chiffrés du logement pour Aÿ-Champagne, la communauté de communes de la Grande Vallée de la Marne (CCGVM) et le département de la Marne :
|                                        | Aÿ-Champagne | CCGVM | Marne   |
| -------------------------------------- | ------------ | ----- | ------- |
| Ensemble des logements                 | 2 930        | 7 459 | 294 041 |
| Part des résidences principales (en %) | 90,3         | 88,2  | 88,4    |
| Part des résidences secondaires (en %) | 1,8          | 2,8   | 2,7     |
| Part des logements vacants (en %)      | 8,0          | 8,9   | 8,9     |

Parmi les 2 630 résidences principales construites avant 2015, 29,2 % avaient été construites avant 1945, 24,8 % entre 1946 et 1970, 32,6 % entre 1971 et 1990, 10,1 % entre 1991 et 2005 et seulement 3,4 % depuis 2006.
Le tableau ci-dessous présente l'évolution du nombre de logements sur le territoire de la commune, par catégorie, depuis 1968 :
|                        | 1968  | 1975  | 1982  | 1990  | 1999  | 2007  | 2012  | 2017  |
| ---------------------- | ----- | ----- | ----- | ----- | ----- | ----- | ----- | ----- |
| Résidences principales | 1 993 | 2 088 | 2 275 | 2 301 | 2 439 | 2 541 | 2 564 | 2 645 |
| Résidences secondaires | 38    | 46    | 35    | 54    | 56    | 28    | 54    | 51    |
| Logements vacants      | 90    | 122   | 137   | 163   | 126   | 154   | 231   | 234   |
| Total                  | 2 121 | 2 256 | 2 447 | 2 518 | 2 621 | 2 723 | 2 849 | 2 930 |

### Risques naturels et technologiques

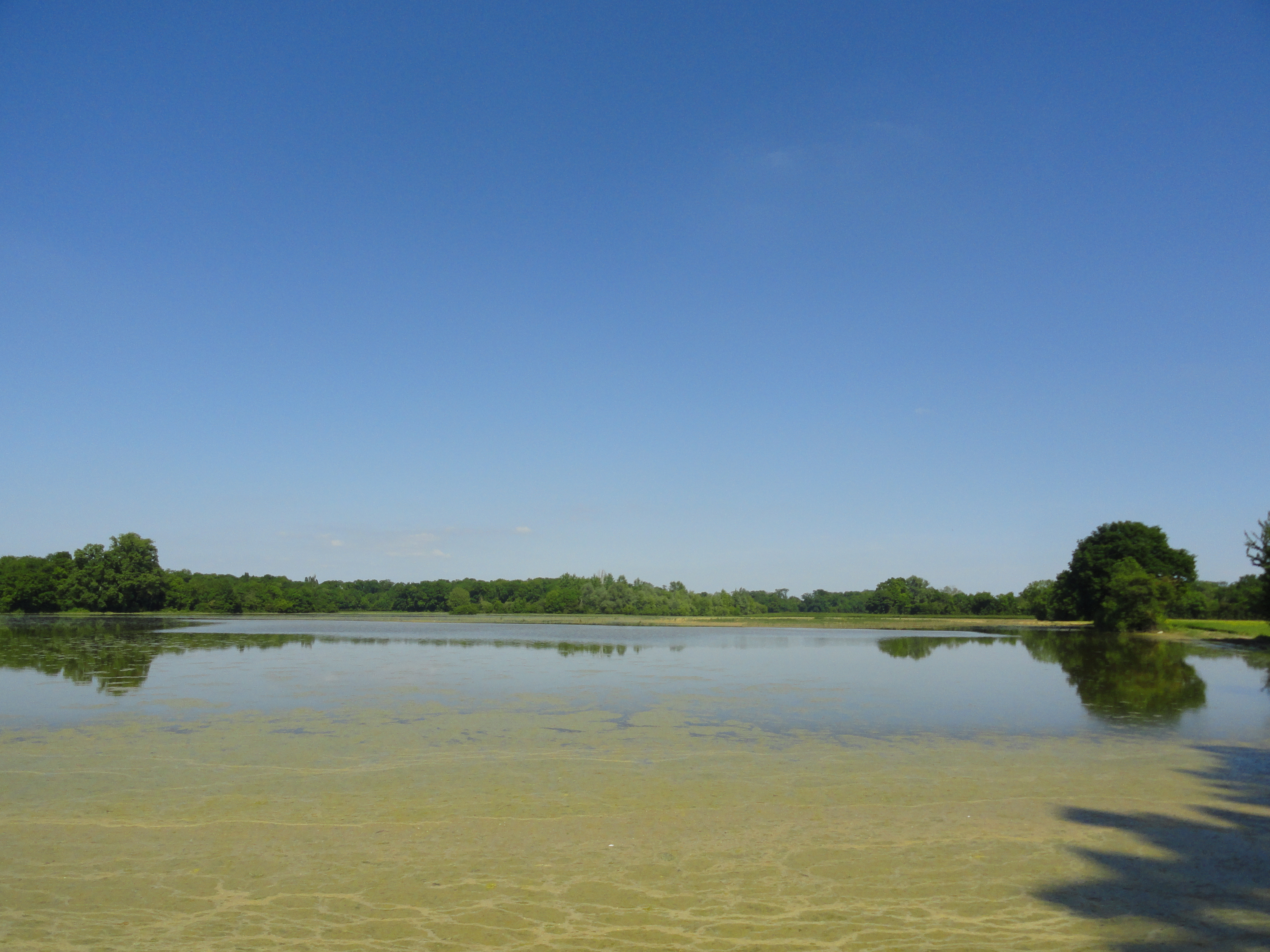
La plaine de la Marne au sud de Bisseuil, lors d'inondations en 2013.

Le territoire d'Aÿ-Champagne est vulnérable à différents risques naturels et technologiques. La commune est dans l'obligation d'élaborer et publier un document d'information communal sur les risques majeurs ainsi qu'un plan communal de sauvegarde.
Située dans la vallée de la Marne, la commune est touchée par le risque d'inondation. Elle est concernée par le plan de prévention du risque inondation par débordement de la Marne sur le secteur d'Épernay, datant de 2017. Elle est également soumise au risque de rupture de barrage, en cas de rupture du lac-réservoir Marne (lac du Der) situé à environ 75 km en amont d'Aÿ-Champagne.
Aÿ-Champagne est touchée par les risques de mouvements de terrain. Elle est comprise dans le périmètre du plan de prévention des risques « glissement de terrain de la Côte d'Ile-de-France - secteur de la vallée de la Marne des tranches 1 et 2 » approuvé en 2014. Le nord d'Ay est concerné par les glissements de terrain ; la montagne de Reims est en effet considérée comme un « secteur propice aux glissements de terrain ». Les autres mouvements de terrain sont des éboulements à Mareuil et Bisseuil, dans d'anciennes carrières, ainsi que des érosions de berges autour de Bisseuil. La commune est affectée par le phénomène de retrait-gonflement des argiles (risque moyen). Par ailleurs, huit cavités souterraines — des caves — ont été recensées sur son territoire.
La commune a fait l'objet de plusieurs arrêtés reconnaissant l'état de catastrophe naturelle, pour des inondations par remontées de nappe phréatique (en 1988) et plus souvent pour des inondations et coulées de boue parfois accompagnées de mouvements de terrain (en 1983, 1998, 1999, 2005, 2009 et 2018). En effet, des ruissellements de « coteaux », en provenance des vignobles, peuvent parfois inonder des secteurs urbanisés en aval.
Le risque sismique est très faible sur le territoire d'Aÿ-Champagne. De même, le potentiel radon de la commune est faible.
Sur le plan industriel, Aÿ-Champagne compte cinq installations classées (non Seveso) : Amcor Flexibles Capsules et FL Auto à Mareuil-sur-Ay ainsi que Bollinger, Cogevi et la Distillerie Jean Goyard à Ay. La commune est concernée par le transport de marchandises dangereuses en raison de la présence sur le territoire communal du chemin de fer (lignes Paris-Strasbourg et Épernay-Reims) et d'un gazoduc au nord et à l'est de Bisseuil,.

## Toponymie

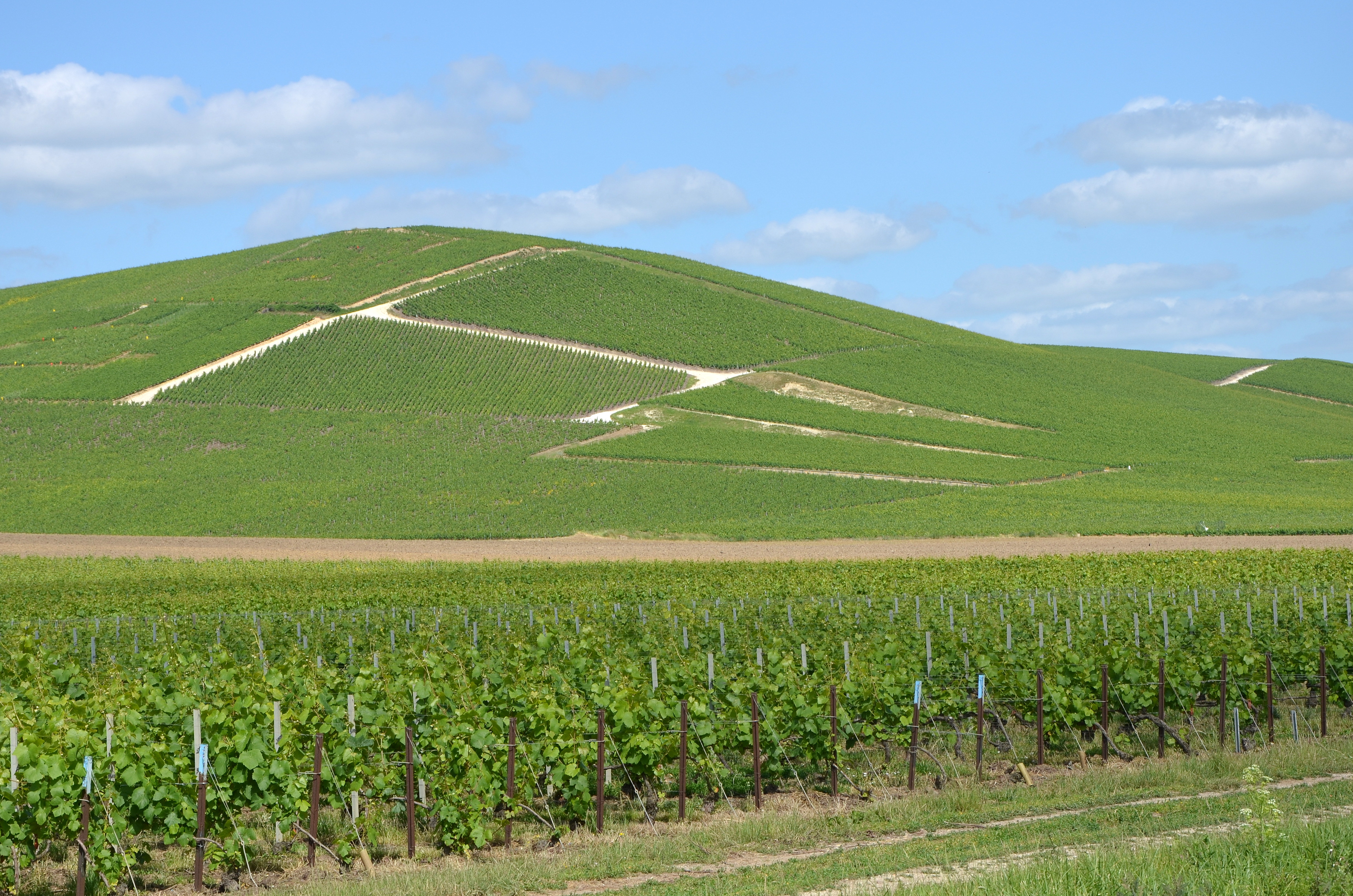
Vignobles de Champagne prés d'Aÿ.

Au IXe siècle, la commune était connue comme Villa quæ dicitur Ageius ; Parochia Aeiensis (1118) ; Ay (1130) ; Aeium (1208) ; Ahi (vers 1222) ; Ayacum (vers 1252) ; Aeyum (1265) ; Ayum (1282) ; Ay lez Esparnay (1471) ; Ay sur Marne (1472).
Aÿ se trouve aux pieds des coteaux de vins de Champagne.

## Histoire
Afin de sauvegarder les finances de leurs communes dans un contexte de baisse des dotations d'Etat, les maires des  trois communes d'Aÿ, Bisseuil et Mareuil-sur-Aÿ ont proposé à leurs conseils municipaux de fusionner leurs collectivités, permettant la création d'une nouvelle entité, la commune nouvelle d'Aÿ-Champagne qui les réunit,.
La création de la nouvelle commune est effective depuis le 1er janvier 2016, entraînant la transformation des trois anciennes communes en « communes déléguées » dont la création a été entérinée par l'arrêté du 9 novembre 2015.
Son chef-lieu est fixé au chef-lieu de l'ancienne commune d'Aÿ.

## Politique et administration

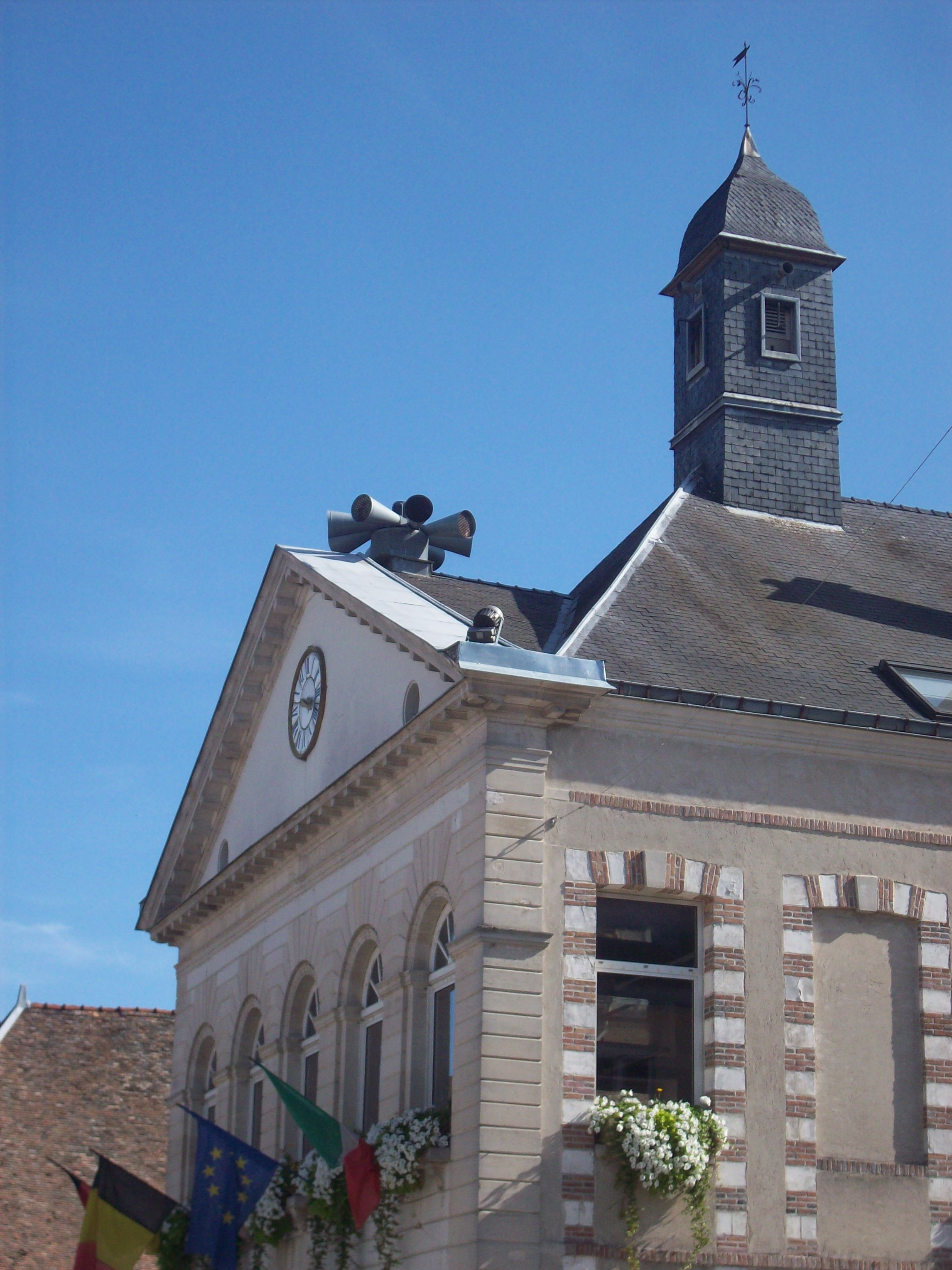
La mairie.

### Rattachements administratifs et électoraux
Du point de vue administratif, la commune est rattachée à l'arrondissement d'Épernay, dans le département de la Marne en région Grand Est.
Sur le plan électoral, Aÿ-Champagne fait partie du canton d'Épernay-1 (pour les élections départementales) et de la troisième circonscription de la Marne (pour les élections législatives).

### Intercommunalité
Aÿ-Champagne fait partie de la communauté de communes de la Grande Vallée de la Marne, un établissement public de coopération intercommunale (EPCI) à fiscalité propre créé fin 1992 et auquel la commune a transféré un certain nombre de ses compétences, dans les conditions déterminées par le code général des collectivités territorialesdont elle est le siège.
Au 1er janvier 2021, la commune appartient à d'autres structures intercommunales. Elle est membre de deux syndicats mixtes, le SM de la Marne Moyenne (pour la compétence GEMAPI) et le SM de réalisation et de gestion du parc naturel régional de la Montagne de Reims, ainsi que de trois syndicats intercommunaux à vocation unique : le SIVU du bassin versant Ay-Mutigny, le SI de gestion de l'école de musique d'Épernay et sa région ainsi que le SI pour l'aménagement de la plaine d'Ay - Épernay.

### Tendances politiques et résultats
Lors de l'élection présidentielle de 2017, Marine Le Pen (RN) arrive en tête du premier tour avec 29,42 % des voix, devant François Fillon (LR, 20,11 %), Jean-Luc Mélenchon (LFI, 18,29 %) et Emmanuel Macron (LREM, 17,29 %). Emmanuel Macron remporte le second tour avec 52,07 % des suffrages,,.
Dominique Lévêque, maire sortant, conseiller départemental socialiste et président de la Communauté de communes de la Grande Vallée de la Marne, annonce d'abord ne pas être candidat à sa réélection. La majorité sortante désigne l'adjointe à la cohésion sociale, Patricia Mehenni, comme tête de liste.
L'adjoint chargé de la communication, Jean-François Rondelli, choisit cependant de se porter candidat sur une liste indépendante. Élu maire d'Ay depuis 1989, Dominique Lévêque décide finalement de se représenter pour éviter les divisions de l'équipe sortante, soutenu par Patricia Mehenni et les anciens maires de Bisseuil et Mareuil,. Une troisième liste est menée par le viticulteur Philippe Brun, qui n'avait pas réussi à monter une liste en 2014 et estime que « la municipalité en place […] gaspille l’argent public »
Lors du second tour des élections municipales de 2020 dans la Marne, la liste DVG menée par le maire sortant Dominique Lévêque remporte la majorité absolue des suffrages exprimés, avec 870 voix (51,08 %, 25 conseillers municipaux élus dont 10 communautaires), devançant de 37 voix celle DVC  menée par Jean-François Rondelli (833 voix, 48,91 %, 8 conseillers municipaux élus dont 3 communautaires.

Lors de ce scrutin marqué par la pandémie de Covid-19 en France, 52,65 % des électeurs se sont abstenus.

### Administration municipale
Lors de la création de la commune nouvelle en 2016, le conseil municipal d'Aÿ-Champagne est constitué de l'ensemble des conseillers municipaux des anciennes communes, jusqu'aux prochaines élections municipales.
Pour la mandature 2020-2026, le nombre de conseillers municipaux (y compris le maire et ses adjoints) est fixé, conformément aux dispositions de l'article L. 2112-8 du code général des collectivités territoriales, à 33 membres.
Au dela de 2026, le nombre de conseillers municipaux est celui fixé pour l'ensemble des communes, soit 29 membres pour celles dont la population est comprise entre 5 000 et 9 999 habitants.

### Liste des maires
| Période        | Période                   | Identité          | Étiquette | Qualité |
| -------------- | ------------------------- | ----------------- | --------- | --- |
| 9 janvier 2016 | 23 mai 2025 (démission)   | Dominique Lévêque | PS        | Assistant parlementaire Maire de l'ex-commune d'Aÿ (1989 → 2015) Président de la CC Grande Vallée de la Marne (1992 → ) Conseiller général d'Aÿ (1994 → 2015) Conseiller départemental d'Épernay-1 (2015 → 2021) Réélu pour le mandat 2020-2026 |
| 2 juin 2025    | En cours (au 6 juin 2025) | Dominique Collard |           | Cadre administratif et commercial, ancien adjoint au maire Maire délégué de Mareuil-sur-Aÿ (2021 → ) |

### Communes déléguées
| Nom            | Code Insee | Intercommunalité                   | Superficie (km2) | Population (dernière pop. légale) | Densité (hab./km2) |
| -------------- | ---------- | ---------------------------------- | ---------------- | --------------------------------- | ------------------ |
| Ay (siège)     | 51030      | CC de la Grande Vallée de la Marne | 10,43            | 3 978 (2013)                      | 381                |
| Bisseuil       | 51064      | CC de la Grande Vallée de la Marne | 10,03            | 645 (2013)                        | 64                 |
| Mareuil-sur-Ay | 51347      | CC de la Grande Vallée de la Marne | 11,48            | 1 218 (2013)                      | 106                |

Après le décès de Christian Drouin maire délégué de Mareuil-sur-Aÿ survenu en 2021, les maires délégués des trois anciennes communes  pour la mandature 2020-2026 sont : 
- Patricia Mehenni pour Aÿ ;
- Dominique Collard pour Mareuil-sur-Aÿ ;
- Thierry Bouyé pour Bisseuil.

### Jumelage
Contrairement à Bisseuil et Mareuil-sur-Ay, l'ancienne commune d'Ay était jumelée avec plusieurs municipalités européennes :
- Besigheim  (Allemagne) depuis 1966
- Quaregnon  (Belgique) depuis 1990
- Newton Abbot  (Royaume-Uni) depuis 1992
- Sinalunga  (Italie) depuis 2004

## Population et société
Historiquement, les habitants d'Aÿ sont appelés les agéens et agéennes, les habitants de Mareuil les marotiers et marotières et les habitants de Bisseuil les bissotiers et bissotières.

### Démographie

#### Évolution de la population
| 1968  | 1975  | 1982  | 1990  | 1999  | 2008  | 2013  | 2018  |
| ----- | ----- | ----- | ----- | ----- | ----- | ----- | ----- |
| 6 456 | 6 433 | 6 452 | 6 258 | 6 165 | 5 966 | 5 841 | 5 451 |

#### Pyramide des âges
La population de la commune est relativement âgée.
En 2018, le taux de personnes d'un âge inférieur à 30 ans s'élève à 27,6 %, soit en dessous de la moyenne départementale (36,9 %). À l'inverse, le taux de personnes d'âge supérieur à 60 ans est de 34,0 % la même année, alors qu'il est de 25,3 % au niveau départemental.
En 2018, la commune comptait 2 599 hommes pour 2 852 femmes, soit un taux de 52,32 % de femmes, légèrement supérieur au taux départemental (51,6 %).
Les pyramides des âges de la commune et du département s'établissent comme suit.
| Hommes | Classe d’âge | Femmes |
| ------ | ------------ | ------ |
| 1,0    | 90 ou +      | 2,5    |
| 9,0    | 75-89 ans    | 12,7   |
| 21,0   | 60-74 ans    | 21,7   |
| 23,6   | 45-59 ans    | 23,4   |
| 16,0   | 30-44 ans    | 13,8   |
| 15,8   | 15-29 ans    | 12,9   |
| 13,7   | 0-14 ans     | 13,0   |

| Hommes | Classe d’âge | Femmes |
| ------ | ------------ | ------ |
| 0,6    | 90 ou +      | 1,8    |
| 6,5    | 75-89 ans    | 9,2    |
| 16,5   | 60-74 ans    | 17,8   |
| 19,7   | 45-59 ans    | 19,1   |
| 18,6   | 30-44 ans    | 17,5   |
| 19,9   | 15-29 ans    | 18,2   |
| 18,2   | 0-14 ans     | 16,6   |

### Cultes
Les trois sites religieux d'Aÿ-Champagne sont de confession catholique. L'église Saint-Brice d'Ay est le siège de la paroisse « Saint Vincent du Val d'Or », dont dépend également l'église Saint-Hilaire de Mareuil. L'église de Bisseuil est toutefois rattachée à la paroisse « la grappe et l'épi » dont le siège est à Bouzy. Les deux paroisses appartiennent au diocèse de Reims,.

## Économie

### Entreprises, commerces et secteurs d'activité

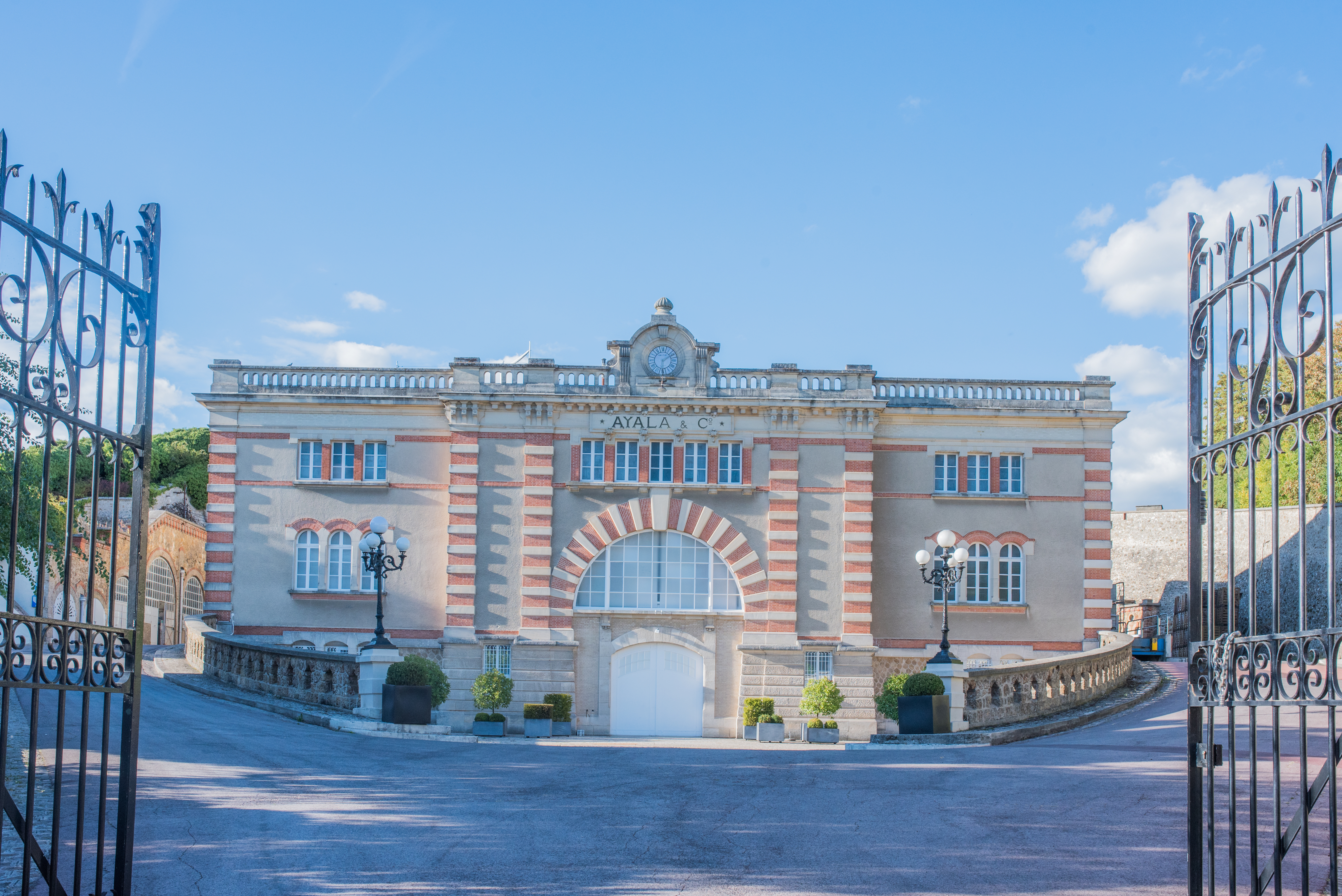
Siège de la maison de champagne Ayala.

Aÿ-Champagne est une commune viticole de l'Appellation d'origine contrôlée (AOC) Champagne.

### Revenus de la population et fiscalité
En 2018 (données Insee publiées en janvier 2021), la commune compte 2 452 ménages fiscaux, regroupant 5 089 personnes. Le revenu fiscal médian déclaré par unité de consommation est alors de 22 990 €, inférieur à celui de la communauté de communes de la Grande Vallée de la Marne (25 010 €) mais supérieur à celui du département de la Marne (21 650 €). 61 % des ménages fiscaux d'Aÿ-Champagne sont alors imposés, contre 65,3 % à l'échelle intercommunale et 52,6 % à l'échelle départementale.
Sur l'ensemble de la population, le taux de pauvreté est de 7 %, la moitié du taux de pauvreté marnais (14,4 %).

### Emploi
Aÿ-Champagne appartient au bassin d'emploi d'Épernay.
En 2017, 3 320 habitants d'Aÿ-Champagne ont entre 15 et 64 ans. Parmi ceux-ci, le taux d'activité est de 77 % (contre 78,7 % dans la communauté de communes et 73,2 % dans la Marne). Le taux de chômage pour cette tranche d'âge est de 9,5 % (contre 7,4 % à l'échelle intercommunale et 13,7 % à l'échelle départementale).
Aÿ-Champagne compte 2 103 emplois en 2017, une baisse marquée par rapport aux 2 472 emplois recensés en 2007. Cette baisse s'explique notamment par la fermeture de l'usine PTPM, qui a fait perdre plus de 300 emplois à la commune entre 2007 et 2009. Parmi les emplois recensés en 2017, 1 841 sont salariés (87,5 %) et 262 sont non salariés (12,5 %).
Le nombre d'actifs ayant un emploi et résidant à Aÿ-Champagne étant de 2 352, l'indicateur de concentration d'emploi est de 89,4 %, ce qui signifie que la commune offre environ neuf emplois pour dix habitants actifs. Cependant, c'est 707 agéens qui travaillent dans la commune (soit 30,1 % des actifs ayant un emploi).

## Culture locale et patrimoine

### Lieux et monuments
- Église Saint-Hilaire de Mareuil-sur-Ay
- Église Saint-Brice d'Ay
- Église Saint-Hélain

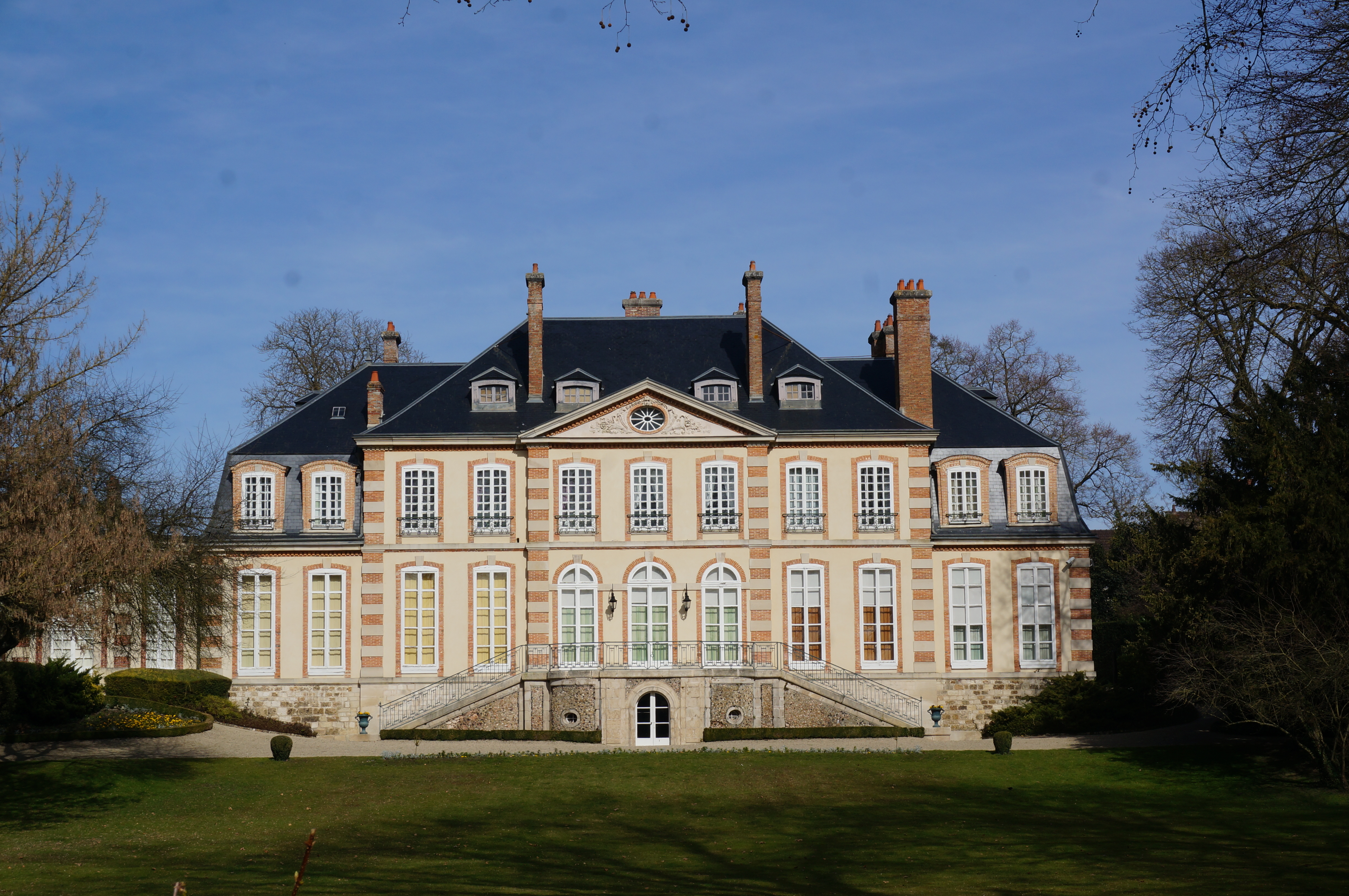
Le château de Mareuil
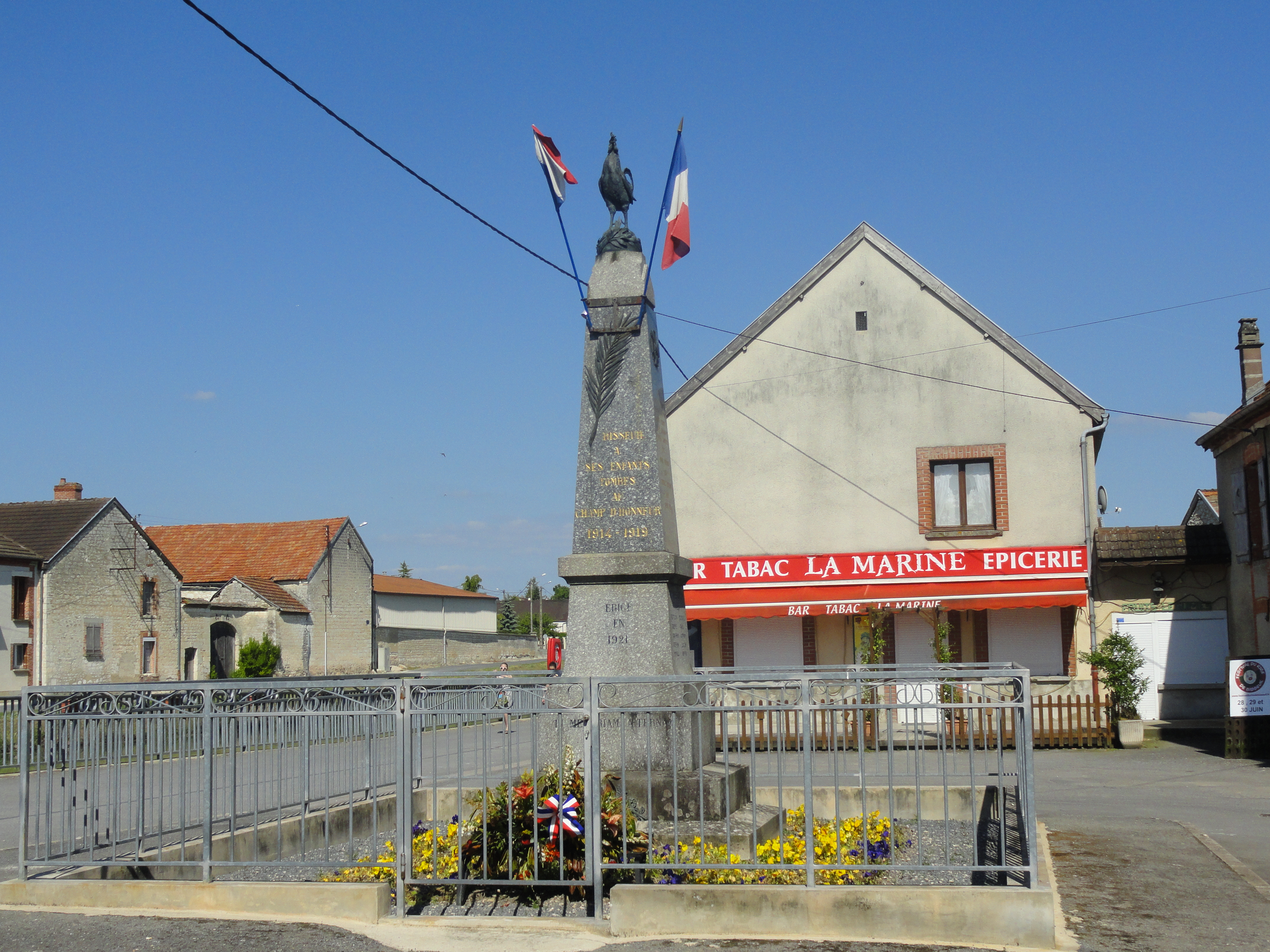
Monument aux morts de Bisseuil